# Ken Stott
Kenneth Campbell 'Ken' Stott (Edinburgh, 19 oktober 1955) is een Schots acteur.

## Levensloop
Na zijn opleiding aan de George Heriot's School bezocht hij later de Mountview Academy of Theatre Arts in Londen, Stott begon te werken bij de Royal Shakespeare Company. Stott trad daarna op in BBC-series als Secret Army (1977), The Complete Dramatic Works of William Shakespeare (King Lear, 1982) en Dennis Potters The Singing Detective (1986).
Stott speelde Red Matcalfe in de misdaadserie Messiah (BBC One, 2001-05) en Detective Inspector Rebus in de gelijknamige Schotse misdaadserie (2006-2007). Hij was in 2008 actief in de West End-productie van Yasmina Reza's God of Carnage, met Tamsin Greig, Janet McTeer en Ralph Fiennes in het Gielgud Theater.
Stott speelde de dwerg Balin in de Hobbit-trilogie van regisseur Peter Jackson.

## Filmografie

### Detectiverollen
- Rebus (2006-2007) – als DI John Rebus
- Messiah (2004) – als DCI Red Metcalfe
- The Vice (1999-2003) – als D.I. Pat Chappel
- Silent Witness: Darkness Visible (1996) – als Sergeant Bob Claire

### Overige rollen
- The Dig (2021, Netflix) – als Charles Phillips
- The Missing (2014, seizoen 1, serie) – als Ian Garrett
- The Hobbit: The Battle of the Five Armies (2014, film) – als Balin, zoon van Fundin, broer van Dwalin
- The Hobbit: The Desolation of Smaug (2013, film) – als Balin, zoon van Fundin, broer van Dwalin
- The Hobbit: An Unexpected Journey (2012, film) – als Balin, zoon van Fundin, broer van Dwalin
- The Girl in the Café (2005, tv) – als Chancellor
- The Mighty Celt (2005) – als Good Joe
- Uncle Adolf (2005, tv) – als Adolf Hitler
- King Arthur (2004) – als Marius Honorius
- Spivs (2004) – als Jack
- Promoted to Glory (2003, tv) – als Mike
- The Key (2003, tv) – als Billy
- I'll Sleep When I'm Dead (2003) – als Turner
- Dockers (1999, tv) – als Tommy Walton
- The Debt Collector (1999) – als Gary Keltie
- Plunkett & Macleane (1999) – als Chance
- Vicious Circle (1999, tv) – als Martin Cahill
- The Boxer (1997) – als Ike Weir
- Stone, Scissors, Paper (1997, tv) - als Redfern
- Fever Pitch (1997) - als Ted, het schoolhoofd
- A Mug's Game (1996, televisieserie) – als McCaffrey
- Rhodes (1996, tv miniserie) – als Barney Barnato
- Takin' Over the Asylum (1994, televisieserie) – als Eddie McKenna
- Shallow Grave (1994) – als Detective Inspector McCall
- Anna Lee: Headcase (1993, tv) – als Bernie Schiller
- Franz Kafka's It's a Wonderful Life (1993) – als Woland the Knifeman
- Being Human (1993) – als Gasper Diez
- Your Cheatin' Heart (1990, televisieserie) – als Fraser Boyle
- For Queen and Country (1988) – als Ambtenaar
- The Singing Detective (1986) – als Oom John
- Taggart: Murder in Season (1985) – als Dr. MacNaughten
- The Beggar's Opera (1983, tv) – als Jemmy Twitcher
- King Lear (1982, tv) – als Curan